# Rally Safari de 2024
El Rally Safari de 2024, oficialmente 72nd Safari Rally Kenya, fue la septuagésima segunda edición y la tercera ronda de la temporada 2024 del Campeonato Mundial de Rally. Se celebró del 27 al 31 de marzo y contó con un itinerario de diecinueve tramos sobre tierra que sumaron un total de 367,76 km cronometrados. Esta prueba fue también la tercera ronda de los campeonatos WRC2 y WRC3.
El ganador de la prueba fue el bicampeón del mundo, Kalle Rovanperä quien consiguió su primera victoria de la temporada y segunda en esta prueba tras la conseguida en 2022. Rovanperä logró un liderato de casi un minuto tras ganar todos los tramos pedregosos del viernes alrededor del lago Naivasha, y luego mantuvo el tipo para terminar el sábado con dos minutos de ventaja, mientras el pelotón perseguidor sufría problemas mecánicos y daños en los neumáticos. Rovanperä cruzó la meta primero liderando el 1-2 del Toyota Gazoo Racing WRT por delante del japonés Takamoto Katsuta. El beneficiario de los problemas mecánicos de sus rivales fue el compañero de Rovanperä, Takamoto Katsuta, el piloto japonés terminó el viernes en tercera posición de la general antes de que su progresión se viera frenada por los pinchazos delantero y trasero derecho que sufrió en la etapa extrema Sleeping Warrior del sábado por la mañana. Sin embargo, los problemas de sus rivales Thierry Neuville y Elfyn Evans le permitieron escalar hasta la segunda posición, donde permanecería en la meta a pesar de sufrir un pinchazo en la etapa 14 del domingo. Mientras que el último escalón del podio fue para el francés Adrien Fourmaux quien el segundo podio de su carrera tras el que consiguió en la fecha pasada en Suecia.
En el WRC2, en su primer rally de la temporada el británico Gus Greensmith quien se enfermó del estómago en la víspera del Rally Safari, Greensmith se negó a abandonar el rally y recurrió en gran medida a las pastillas de hidratación para superar el malestar, elección que resultó acertada ya que al final del viernes lideraba con más de tres minutos de ventaja, ventaja que administro hasta hacerse con la victoria por un minuto y media a su compañero de estructura Oliver Solberg. El polaco Kajetan Kajetanowicz terminó ocupando el último escalón del podio, Kajetanowicz no pudo igualar el ritmo de los dos de punta además de que se vio imposibilitado de competir contra ellos debido a problemas mecánicos que le hicieron perder tiempo.
Al ser el único inscripto en el WRC3, el local Hamza Anwar ganó su prueba de casa y sumó su primera victoria en la categoría.

## Lista de inscritos
| Num.                       | Piloto                   | Copiloto                   | Equipo                   | Automóvil                | Neu.                     |
| World Rally Championship   | World Rally Championship | World Rally Championship   | World Rally Championship | World Rally Championship | World Rally Championship |
| -------------------------- | ------------------------ | -------------------------- | ------------------------ | ------------------------ | ------------------------ |
| 4                          | Esapekka Lappi           | Janne Ferm                 | Hyundai Shell Mobis WRT  | Hyundai i20 N Rally1     | P                        |
| 8                          | Ott Tänak                | Martin Järveoja            | Hyundai Shell Mobis WRT  | Hyundai i20 N Rally1     | P                        |
| 11                         | Thierry Neuville         | Martijn Wydaeghe           | Hyundai Shell Mobis WRT  | Hyundai i20 N Rally1     | P                        |
| 13                         | Grégoire Munster         | Louis Louka                | M-Sport Ford WRT         | Ford Puma Rally1         | P                        |
| 16                         | Adrien Fourmaux          | Alexandre Coria            | M-Sport Ford WRT         | Ford Puma Rally1         | P                        |
| 18                         | Takamoto Katsuta         | Aaron Johnston             | Toyota Gazoo Racing WRT  | Toyota GR Yaris Rally1   | P                        |
| 19                         | Jourdan Serderidis       | Frédéric Miclotte          | M-Sport Ford WRT         | Ford Puma Rally1         | P                        |
| 33                         | Elfyn Evans              | Scott Martin               | Toyota Gazoo Racing WRT  | Toyota GR Yaris Rally1   | P                        |
| 69                         | Kalle Rovanperä          | Jonne Halttunen            | Toyota Gazoo Racing WRT  | Toyota GR Yaris Rally1   | P                        |
| World Rally Championship 2 |                          |                            |                          |                          |                          |
| 20                         | Oliver Solberg           | Elliott Edmondson          | Toksport WRT             | Škoda Fabia RS Rally2    | P                        |
| 21                         | Nicolas Ciamin           | Yannick Roche              | Nicolas Ciamin           | Hyundai i20 N Rally2     | P                        |
| 22                         | Gus Greensmith           | Jonas Andersson            | Toksport WRT             | Škoda Fabia RS Rally2    | P                        |
| 23                         | Kajetan Kajetanowicz     | Maciej Szczepaniak         | Kajetan Kajetanowicz     | Škoda Fabia RS Rally2    | P                        |
| 24                         | Carl Tundo               | Tim Jessop                 | Carl Tundo               | Ford Fiesta R5           | P                        |
| 25                         | Charles Munster          | Loïc Dumont                | Charles Munster          | Hyundai i20 N Rally2     | P                        |
| 26                         | Diego Dominguez Jr       | Rogelio Peñate             | Diego Dominguez Jr       | Citroën C3 Rally2        | P                        |
| 27                         | Daniel Chwist            | Kamil Heller               | Daniel Chwist            | Škoda Fabia RS Rally2    | P                        |
| 28                         | Karan Patel              | Tauseef Khan               | Karan Patel              | Škoda Fabia R5           | P                        |
| 29                         | Samman Singh Vohra       | Alfir Khan                 | Samman Singh Vohra       | Škoda Fabia Rally2 evo   | P                        |
| 30                         | Aakif Virani             | Zahir Shah                 | Aakif Virani             | Škoda Fabia R5           | P                        |
| 31                         | Miguel Díaz-Aboitiz      | Rodrigo Sanjuan de Eusebio | Miguel Díaz-Aboitiz      | Škoda Fabia Rally2 evo   | P                        |
| 32                         | George Vassilakis        | Tom Krawszik               | George Vassilakis        | Ford Fiesta Rally2       | P                        |
| World Rally Championship 3 |                          |                            |                          |                          |                          |
| 34                         | Hamza Anwar              | Adnan Din                  | Hamza Anwar              | Ford Fiesta Rally3       | P                        |
| Fuente: ewrc-results.com   |                          |                            |                          |                          |                          |

## Itinerario
| Día                      | Tramo | Nombre                      | Distancia | Ganador de la etapa | Automóvil              | Tiempo  | Líder de la general |
| ------------------------ | ----- | --------------------------- | --------- | ------------------- | ---------------------- | ------- | ------------------- |
| Día 1 (27 de marzo)      | -     | Loldia (Shakedown)          | 5.40 km   | Kalle Rovanperä     | Toyota GR Yaris Rally1 | 3:32.1  | -                   |
| Día 2 (28 de marzo)      | SS1   | Super Special Kasarani      | 4.84 km   | Thierry Neuville    | Hyundai i20 N Rally1   | 3:19.9  | Thierry Neuville    |
| Día 2 (29 de marzo)      | SS2   | Loldia 1                    | 19.17 km  | Kalle Rovanperä     | Toyota GR Yaris Rally1 | 13:59.0 | Kalle Rovanperä     |
| Día 2 (29 de marzo)      | SS3   | Geothermal 1                | 13.12 km  | Kalle Rovanperä     | Toyota GR Yaris Rally1 | 6:51.3  | Kalle Rovanperä     |
| Día 2 (29 de marzo)      | SS4   | Kedong 1                    | 30.62 km  | Kalle Rovanperä     | Toyota GR Yaris Rally1 | 15:42.1 | Kalle Rovanperä     |
| Día 2 (29 de marzo)      | SS5   | Loldia 2                    | 19.17 km  | Kalle Rovanperä     | Toyota GR Yaris Rally1 | 13:56.7 | Kalle Rovanperä     |
| Día 2 (29 de marzo)      | SS6   | Geothermal 2                | 13.12 km  | Kalle Rovanperä     | Toyota GR Yaris Rally1 | 6:48.6  | Kalle Rovanperä     |
| Día 2 (29 de marzo)      | SS7   | Kedong 2                    | 30.62 km  | Kalle Rovanperä     | Toyota GR Yaris Rally1 | 15:44.2 | Kalle Rovanperä     |
| Día 4 (30 de marzo)      | SS8   | Soysambu 1                  | 29.32 km  | Takamoto Katsuta    | Toyota GR Yaris Rally1 | 17:12.5 | Kalle Rovanperä     |
| Día 4 (30 de marzo)      | SS9   | Elmenteita 1                | 15.08 km  | Thierry Neuville    | Hyundai i20 N Rally1   | 8:15.8  | Kalle Rovanperä     |
| Día 4 (30 de marzo)      | SS10  | Sleeping Warrior 1          | 31.04 km  | Kalle Rovanperä     | Toyota GR Yaris Rally1 | 20:23.8 | Kalle Rovanperä     |
| Día 4 (30 de marzo)      | SS11  | Soysambu 2                  | 29.32 km  | Takamoto Katsuta    | Toyota GR Yaris Rally1 | 17:19.4 | Kalle Rovanperä     |
| Día 4 (30 de marzo)      | SS12  | Elmenteita 2                | 15.08 km  | Elfyn Evans         | Toyota GR Yaris Rally1 | 8:24.7  | Kalle Rovanperä     |
| Día 4 (30 de marzo)      | SS13  | Sleeping Warrior 2          | 31.04 km  | Ott Tänak           | Hyundai i20 N Rally1   | 20:09.0 | Kalle Rovanperä     |
| Día 5 (31 de marzo)      | SS14  | Malewa 1                    | 8.33 km   | Thierry Neuville    | Hyundai i20 N Rally1   | 5:57.3  | Kalle Rovanperä     |
| Día 5 (31 de marzo)      | SS15  | Oserian 1                   | 18.33 km  | Elfyn Evans         | Toyota GR Yaris Rally1 | 11:27.5 | Kalle Rovanperä     |
| Día 5 (31 de marzo)      | SS16  | Hell's Gate 1               | 10.53 km  | Elfyn Evans         | Toyota GR Yaris Rally1 | 5:29.3  | Kalle Rovanperä     |
| Día 5 (31 de marzo)      | SS17  | Malewa 2                    | 8.33 km   | Thierry Neuville    | Hyundai i20 N Rally1   | 5:59.0  | Kalle Rovanperä     |
| Día 5 (31 de marzo)      | SS18  | Oserian 2                   | 18.33 km  | Ott Tänak           | Hyundai i20 N Rally1   | 10:55.4 | Kalle Rovanperä     |
| Día 5 (31 de marzo)      | SS19  | Hell's Gate 2 (Power Stage) | 10.53 km  | Thierry Neuville    | Hyundai i20 N Rally1   | 5:27.1  | Kalle Rovanperä     |
| Fuente: ewrc-results.com |       |                             |           |                     |                        |         |                     |

### Power stage
El power stage fue una etapa de 10.53 km al final del rally. Se otorgaron puntos adicionales del Campeonato Mundial a los cinco más rápidos.
| Pos. | Piloto           | Copiloto         | Coche                  | Equipo                  | Tiempo | Puntos |
| ---- | ---------------- | ---------------- | ---------------------- | ----------------------- | ------ | ------ |
| 1    | Thierry Neuville | Martijn Wydaeghe | Hyundai i20 N Rally1   | Hyundai Shell Mobis WRT | 5:27.1 | 5      |
| 2    | Ott Tänak        | Martin Järveoja  | Hyundai i20 N Rally1   | Hyundai Shell Mobis WRT | +0.5   | 4      |
| 3    | Esapekka Lappi   | Janne Ferm       | Hyundai i20 N Rally1   | Hyundai Shell Mobis WRT | +2.0   | 3      |
| 4    | Kalle Rovanperä  | Jonne Halttunen  | Toyota GR Yaris Rally1 | Toyota Gazoo Racing WRT | +2.3   | 2      |
| 5    | Elfyn Evans      | Scott Martin     | Toyota GR Yaris Rally1 | Toyota Gazoo Racing WRT | +5.3   | 1      |

## Clasificación final
| World Rally Championship   | World Rally Championship | World Rally Championship | World Rally Championship | World Rally Championship | World Rally Championship | World Rally Championship | World Rally Championship |
| Pos.                       | Piloto                   | Copiloto                 | Automóvil                | Equipo                   | Neumático                | Tiempo                   | Puntos                   |
| -------------------------- | ------------------------ | ------------------------ | ------------------------ | ------------------------ | ------------------------ | ------------------------ | ------------------------ |
| 1                          | Kalle Rovanperä          | Jonne Halttunen          | Toyota GR Yaris Rally1   | Toyota Gazoo Racing WRT  | P                        | 3:36:04.0                | 25                       |
| 2                          | Takamoto Katsuta         | Aaron Johnston           | Toyota GR Yaris Rally1   | Toyota Gazoo Racing WRT  | P                        | +1:37.8                  | 18                       |
| 3                          | Adrien Fourmaux          | Alexandre Coria          | Ford Puma Rally1         | M-Sport Ford WRT         | P                        | +2:25.1                  | 15                       |
| 4                          | Elfyn Evans              | Scott Martin             | Toyota GR Yaris Rally1   | Toyota Gazoo Racing WRT  | P                        | +4:20.2                  | 12                       |
| 5                          | Thierry Neuville         | Martijn Wydaeghe         | Hyundai i20 N Rally1     | Hyundai Shell Mobis WRT  | P                        | +10:17.5                 | 10                       |
| 6                          | Gus Greensmith           | Jonas Andersson          | Škoda Fabia RS Rally2    | Toksport WRT             | P                        | +18:05.4                 | 8                        |
| 7                          | Oliver Solberg           | Elliott Edmondson        | Škoda Fabia RS Rally2    | Toksport WRT             | P                        | +19:28.5                 | 6                        |
| 8                          | Ott Tänak                | Martin Järveoja          | Hyundai i20 N Rally1     | Hyundai Shell Mobis WRT  | P                        | +21:02.0                 | 4                        |
| 9                          | Jourdan Serderidis       | Frédéric Miclotte        | Ford Puma Rally1         | M-Sport Ford WRT         | P                        | +26:13.3                 | 2                        |
| 10                         | Kajetan Kajetanowicz     | Maciej Szczepaniak       | Škoda Fabia RS Rally2    | Kajetan Kajetanowicz     | P                        | +26:34.4                 | 1                        |
| World Rally Championship 2 |                          |                          |                          |                          |                          |                          |                          |
| 1 (6.)                     | Gus Greensmith           | Jonas Andersson          | Škoda Fabia RS Rally2    | Toksport WRT             | P                        | 3:54:09.4                | 25                       |
| 2 (7.)                     | Oliver Solberg           | Elliott Edmondson        | Škoda Fabia RS Rally2    | Toksport WRT             | P                        | +1:23.1                  | 18                       |
| 3 (10.)                    | Kajetan Kajetanowicz     | Maciej Szczepaniak       | Škoda Fabia RS Rally2    | Kajetan Kajetanowicz     | P                        | +8:29.0                  | 15                       |
| 4 (11.)                    | Nicolas Ciamin           | Yannick Roche            | Hyundai i20 N Rally2     | Nicolas Ciamin           | P                        | +13:39.9                 | 12                       |
| 5 (13.)                    | Charles Munster          | Loïc Dumont              | Hyundai i20 N Rally2     | Charles Munster          | P                        | +27:39.6                 | 10                       |
| 6 (14.)                    | Daniel Chwist            | Kamil Heller             | Škoda Fabia RS Rally2    | Daniel Chwist            | P                        | +32:01.6                 | 8                        |
| 7 (16.)                    | Carl Tundo               | Tim Jessop               | Ford Fiesta R5           | Carl Tundo               | P                        | +47:00.2                 | 6                        |
| 8 (17.)                    | George Vassilakis        | Tom Krawszik             | Ford Fiesta Rally2       | George Vassilakis        | P                        | +51:53.0                 | 4                        |
| 9 (18.)                    | Karan Patel              | Tauseef Khan             | Škoda Fabia R5           | Karan Patel              | P                        | +1:15:23.7               | 2                        |
| 10 (19.)                   | Aakif Virani             | Zahir Shah               | Škoda Fabia R5           | Aakif Virani             | P                        | +1:34:52.5               | 1                        |
| World Rally Championship 3 |                          |                          |                          |                          |                          |                          |                          |
| 1 (22.)                    | Hamza Anwar              | Adnan Din                | Ford Fiesta Rally3       | Hamza Anwar              | P                        | 6:16:11.8                | 25                       |
| Fuente: ewrc-results.com   |                          |                          |                          |                          |                          |                          |                          |